# Hide
Hideto Matsumoto, 松本 秀人 (13. prosince 1964 Jokosuka – 2. května 1998 Tokio) byl populární japonský hudebník. Známější pod svým uměleckým jménem Hide (vyslov /hi.de/). Především znám jako hlavní kytarista populární heavy metalové skupiny X Japan v období 1987 až 1997. Byl také úspěšným sólistou a spoluzakladatelem americké kapely Zilch.

## Život

### Začátky (1964–1984)
Narodil se v nemocnici sv. Josefa v Midorigaoce v provincii Jokosuka 13. prosince 1964. Do školy nastoupil roku 1968, tři roky studoval angličtinu, pokračoval zápisem do Yokosuka Tokiwa Junior High School. Poprvé se setkal s rock and rollem v patnácti letech díky albu Alive! od skupiny Kiss. V témže roce mu jeho babička koupila jeho první elektrickou kytaru – Gibson Les Paul Deluxe.
Dne 11. března 1980 úspěšně dokončil Tokiwa Junior High School. Pokračoval školou Zushi Kaisei Senior High School v Zuši v provincii Kanagawa, kde vstoupil do školní klubové kapely. Tuto kapelu brzy opustil, protože měl hrát na klarinet, ačkoliv chtěl hrát na trumpetu. Poté se zaměřil na hraní na kytaru a roku 1981 založil nezávislou kapelu Saver Tiger. Rok po založení začali hrát v klubech s nezávislou hudbou v Jokosuce, např. Rock City.
V dubnu roku 1983 začal navštěvovat školu kosmetiky módy Hollywood Beauty Salon, dnes známou jako Roppongi Hills, kterou absolvoval roku 1984 s vynikajícími výsledky. Později téhož roku úspěšně složil celostátní zkoušku a získal kosmetické oprávnění. V červenci roku 1985 Saver Tiger vydalo stejnojmennou EP. V listopadu přispěla kapela do série Heavy Metal Force, která později obsahuje i písně X Japan.
Roku 1986 změnila skupina svůj název na Yokosuka Saver Tiger, aby se vyhnula záměnám za podobně nazvanou skupinu z Sapporo. První výskyt nového jména byl na Devil Must Be Driven out with Devil. Pokračovali vystupovat živě v klubech s nezávislou hudbou a dalších nočních klubech jako Meguro Rokumeikan, Omiya Freaks a Meguro Live Station.
Krátce potom co se Yokosuka Saver Tiger rozpadnul. On sám poté zatelefonoval leadrovi kapely X Yoshiki, který vyjádřil zájem vzkřísit X Japan, která měla přestávku po tom, co kapelu opustili její členové Jun a Hikaru.

### X Japan (1987–1997)
Roku 1987 vstoupil Hide do kapely X Japan (tehdy nazývanou X). Stal se vedoucím kytaristou skupiny a příležitostně psal také text. Složil texty pro „Celebration“, „Joker“ a singl „Scars“. Krátce po vydání alba Art of Life si členové kapely X Japan udělali přestávku pro sólové projekty. V tuto dobu ztratila skupina svůj originální visual kei. Výjimkou byl Macumoto, který stále účinkoval v divoce barevném oblečení s růžovými vlasy.

### Sólová dráha (1993–1998)
Na začátku 1993 uvedl Macumoto píseň „Frozen Bug“ v sampleru Dance 2 Noise 004. Nahrál ji spolu s Inoran a J ze skupiny Luna Sea. Také hrál v nezávislém filmu Seth et Holth spolu s kapelou Zi:Kill. Roku 1994 dohlížel Macumoto na produkci prvního vydání v jeho vlastním vydavatelství Lemoned (založeném roku 1989) – EP skupiny Zeppet Store. V témže roce nahrál a vydal svoji sólo desku Hide Your Face. Kromě autorství všech textů nahrál všechny kytary (včetně baskytary) a veškeré vokály. Grafika obalu byla založena na masce navržené švýcarským umělcem H. R. Gigerem. Hudební styl alba se hodně lišil od speed metalu a power ballad X Japanu, přikláněl se spíše k alternativnímu rocku. Později se zúčastnil „Hide our Psychommunity Tour“, během kterého nabídl skupině, že by se mohla stát později částí jeho primárního projektu Hide with Spread Beaver.
Druhé album Psyence bylo vydáno roku 1996. Po něm také následováno turné a live album Psyence a Go Go. Poté, co se X Japan roku 1997 rozpadnul, formálně označil jeho sólový projekt „Hide with Spread Beaver“. Také vytvořil jeho druhou kapelu s názvem Zilch, ve které krom něj a bubeníka ze Spread Beaver I.N.A. hráli američtí a britští umělci jako Joey Castillo (dříve v kapele Danzig) a Paul Raven z kapely Killing Joke. V rámci svého sólo projektu se etabloval jako skladatel, zpěvák a kytarista. Roku 1998 začaly práce na albu obou Spread Beaver a Zilch, které on sám nikdy už nedokončil kvůli své smrti téhož roku.

### Smrt
Zemřel 2. května 1998. Po noci plné pití byl nalezen oběšen ručníkem přivázaným ke klice v jeho tokijském apartmá. Pohřbu se účastnilo 50 000 lidí. Tři fanoušci spáchali sebevraždu, téměř 60 lidí bylo hospitalizováno a zhruba 200 lidem musela být poskytnuta první pomoc. Téhož měsíce byl vydán singl „Pink Spider“, který se dostal v hitparádě Oricon na první místo. Tento rok obdržela skladba také Ocenění MTV v kategorii "Japan Viewers Choice". Prodej následujícího singlu „Ever Free“ byl také velice vysoký. Oproti těm prodávaným před jeho smrtí získal také singl „Rocket Dive“ značný nárůst. Americký novinář Neil Strauss komentoval tuto situaci takto: „V pouhých pár týdnech, přešla atmosféra v Japonsku ze smutku nad smrtí Hide do bouřlivého shánění.“
Přestože se úřady domnívají, že Macumotova smrt byla sebevražda, několik jeho přátel a kolegů, mezi něž patří spoluzakladatel X Japan Yoshiki a dřívější basák Taiji Sawada, sebevraždu zpochybňují a věří spíše v nehodu. Toto tvrzení podporuje fakt, že nebyl nalezen žádný dopis na rozloučenou a Sawada naznačuje v autobiografii, že v době smrti dělal Hide speciální cvičení na uvolnění bolestí zad a krku, které provázejí každého kytaristu, který dlouho nosí kytaru na řemeni Toto cvičení prováděli členové X Japan během jejich turné a vyžadovalo použití ručníku a kliky či jiného úchytu. Podle Sawady mohl Macumoto pod vlivem alkoholu upadnout do spánku, zablokovat a uškrtit se.

## Diskografie

### Sólové/se Spread Beaver

#### Alba
- Hide Your Face (23. ledna 1994)
- Psyence (2. září 1996)
- Ja, Zoo (21. listopadu 1998)

#### Singly
- „Eyes Love You“ (5. srpna 1993)
- „50% & 50%“ (5. srpna 1993)
- „Dice“ (21. ledna 1994)
- „Tell Me“ (24. března 1994)
- „Misery“ (24. června 1996)
- „Beauty & Stupid“ (12. srpna 1996)
- „Hi-Ho/Good Bye|Hi-Ho“/„Good Bye“ (18. prosince 1996)
- „Rocket Dive“ (28. ledna 1998)
- „Pink Spider“ (13. května 1998)
- „Ever Free“ (27. května 1998)
- „Hurry Go Round“ (21. října 1998)
- „Tell Me“ (znovu nahráno, 19. ledna 2000)
- „In Motion“ (10. července 2002)

#### Alba z živých vystoupení
- Psyence a Go Go (19. března 2008)
- Hide Our Psychommunity (23. dubna 2008)

#### Kompilace
- Tune Up (21. června 1997)
- Tribute Spirits (1. května 1999)
- Best: Psychommunity (2. března 2000)
- Psy Clone (22. května 2002)
- Singles - Junk Story (24. července 2002)
- King of Psyborg Rock Star (28. dubna 2004)

#### S kapelou X Japan
- X Japan

#### S kapelou Zilch
- 3.2.1. (3. července 1998)
- BastardEyes (7. července 1999)